# Seria GP2 – Spa-Francorchamps 2010
Runda GP2 na torze Circuit de Spa-Francorchamps – ósma runda mistrzostw serii GP2 w sezonie 2010.

## Wyniki

### Sesja treningowa
| Nr | Kierowca         | Konstruktor | Czas     | Okr. |
| -- | ---------------- | ----------- | -------- | ---- |
| 15 | Pastor Maldonado | Rapax Team  | 2:16,498 | 8    |

### Kwalifikacje
Źródło: Autosport
| Poz. | Nr | Kierowca            | Konstruktor             | Czas     | Poz. s. |
| ---- | -- | ------------------- | ----------------------- | -------- | ------- |
| 1    | 25 | Michael Herck       | David Price Racing      | 2:15,661 | 4       |
| 2    | 11 | Jérôme d’Ambrosio   | DAMS                    | 2:15,942 | 1       |
| 3    | 15 | Pastor Maldonado    | Rapax Team              | 2:15,967 | 2       |
| 4    | 9  | Oliver Turvey       | iSport International    | 2:16,176 | 3       |
| 5    | 8  | Christian Vietoris  | Racing Engineering      | 2:16,321 | 5       |
| 6    | 12 | Romain Grosjean     | DAMS                    | 2:16,525 | 6       |
| 7    | 16 | Charles Pic         | Arden International     | 2:16,881 | 7       |
| 8    | 4  | Sergio Pérez        | Barwa Addax Team        | 2:17,005 | 8       |
| 9    | 2  | Sam Bird            | ART Grand Prix          | 2:17,008 | 9       |
| 10   | 27 | Fabrizio Crestani   | David Price Racing      | 2:17,200 | 10      |
| 11   | 10 | Davide Valsecchi    | iSport International    | 2:17,254 | 11      |
| 12   | 7  | Dani Clos           | Racing Engineering      | 2:17,294 | 12      |
| 13   | 17 | Rodolfo González    | Arden International     | 2:17,332 | 13      |
| 14   | 5  | Luca Filippi        | Super Nova Racing       | 2:17,339 | 14      |
| 15   | 1  | Jules Bianchi       | ART Grand Prix          | 2:17,632 | 15      |
| 16   | 20 | Álvaro Parente      | Scuderia Coloni         | 2:17,798 | 16      |
| 17   | 18 | Max Chilton         | Ocean Racing Technology | 2:18,290 | 17      |
| 18   | 22 | Johnny Cecotto Jr.  | Trident Racing          | 2:18,592 | 18      |
| 19   | 24 | Adrian Zaugg        | Trident Racing          | 2:19,137 | 19      |
| 20   | 19 | Fabio Leimer        | Ocean Racing Technology | 2:19,870 | 20      |
| 21   | 6  | Marcus Ericsson     | Super Nova Racing       | 2:20,280 | 21      |
| 22   | 14 | Luiz Razia          | Rapax Team              | 2:21,922 | 22      |
| 23   | 21 | Władimir Arabadżiew | Scuderia Coloni         | 2:22,224 | 23      |
| 24   | 3  | Giedo van der Garde | Barwa Addax Team        | 2:23,104 | 24      |
| Poz. | Nr | Kierowca            | Konstruktor             | Czas     | Poz. s. |

## Wyniki

### Główny wyścig

#### Wyścig
Źródło: Wyprzedź Mnie!
| P                 | + / –     | Nr | Kierowca            | Konstruktor             | Okr. | Czas / Strata | Komentarz |
| ----------------- | --------- | -- | ------------------- | ----------------------- | ---- | ------------- | --------- |
| 1                 | 1         | 15 | Pastor Maldonado    | Rapax Team              | 25   | 52:27,763     |           |
| 2                 | 14        | 20 | Álvaro Parente      | Scuderia Coloni         | 25   | +0:00,243     |           |
| 3                 | 3         | 12 | Romain Grosjean     | DAMS                    | 25   | +0:04,766     |           |
| 4                 | 3         | 16 | Charles Pic         | Arden International     | 25   | +0:13,815     |           |
| 5                 | 9         | 5  | Luca Filippi        | Super Nova Racing       | 25   | +0:16,085     |           |
| 6                 | 3         | 9  | Oliver Turvey       | iSport International    | 25   | +0:21,117     |           |
| 7                 | 1         | 4  | Sergio Pérez        | Barwa Addax Team        | 25   | +0:21,713     |           |
| 8                 | 5         | 17 | Rodolfo González    | Arden International     | 25   | +0:27,375     |           |
| 9                 | 15        | 3  | Giedo van der Garde | Barwa Addax Team        | 25   | +0:30,834     |           |
| 10                | 8         | 22 | Johnny Cecotto Jr.  | Trident Racing          | 25   | +0:32,342     |           |
| 11                | 6         | 8  | Christian Vietoris  | Racing Engineering      | 25   | +0:32,772     |           |
| 12                | 8         | 19 | Fabio Leimer        | Ocean Racing Technology | 25   | +0:33,642     |           |
| 13                | 8         | 6  | Marcus Ericsson     | Super Nova Racing       | 25   | +0:34,932     |           |
| 14                | 1         | 1  | Jules Bianchi       | ART Grand Prix          | 25   | +0:40,297     |           |
| 15                | 4         | 24 | Adrian Zaugg        | Trident Racing          | 25   | +0:41,390     |           |
| 16                | 6         | 14 | Luiz Razia          | Rapax Team              | 25   | +0:45,553     |           |
| 17                | Bez zmian | 18 | Max Chilton         | Ocean Racing Technology | 24   | +1 okr        |           |
| 18                | 7         | 10 | Davide Valsecchi    | iSport International    | 24   | +1 okr        |           |
| 19                | 4         | 21 | Władimir Arabadżiew | Scuderia Coloni         | 22   | +3 okr        |           |
| Niesklasyfikowani |           |    |                     |                         |      |               |           |
|                   |           | 11 | Jérôme d’Ambrosio   | DAMS                    | 20   |               |           |
|                   |           | 25 | Michael Herck       | David Price Racing      | 10   |               |           |
|                   |           | 27 | Fabrizio Crestani   | David Price Racing      | 5    |               |           |
|                   |           | 2  | Sam Bird            | ART Grand Prix          | 0    |               |           |
|                   |           | 7  | Dani Clos           | Racing Engineering      | 0    |               |           |
| P                 | + / –     | Nr | Kierowca            | Konstruktor             | Okr. | Czas / Strata | Komentarz |

#### Najszybsze okrążenie
| Nr | Kierowca         | Konstruktor          | Czas     | Okr. |
| -- | ---------------- | -------------------- | -------- | ---- |
| 10 | Davide Valsecchi | iSport International | 1:59,506 | 12   |

#### Premia za najszybsze okrążenie w TOP 10
| Nr | Kierowca       | Konstruktor     | Czas     | Okr. |
| -- | -------------- | --------------- | -------- | ---- |
| 20 | Álvaro Parente | Scuderia Coloni | 1:58,390 | 25   |

### Sprint

#### Wyścig
Źródło: Wyprzedź Mnie!
| P                                                     | + / – | Nr | Kierowca            | Konstruktor             | Okr. | Czas / Strata | Komentarz |
| ----------------------------------------------------- | ----- | -- | ------------------- | ----------------------- | ---- | ------------- | --------- |
| 1                                                     | 6     | 4  | Sergio Pérez        | Barwa Addax Team        | 18   | 41:51,924     |           |
| 2                                                     | 7     | 3  | Giedo van der Garde | Barwa Addax Team        | 18   | +0:02,574     |           |
| 3                                                     | 2     | 20 | Álvaro Parente      | Scuderia Coloni         | 18   | +0:03,583     |           |
| 4                                                     | 4     | 17 | Rodolfo González    | Arden International     | 18   | +0:04,826     |           |
| 5                                                     | 4     | 9  | Oliver Turvey       | iSport International    | 18   | +0:07,050     |           |
| 6                                                     | 2     | 12 | Romain Grosjean     | DAMS                    | 18   | +0:08,037     |           |
| 7                                                     | 6     | 6  | Marcus Ericsson     | Super Nova Racing       | 18   | +0:08,740     |           |
| 8                                                     | 10    | 10 | Davide Valsecchi    | iSport International    | 18   | +0:09,472     |           |
| 9                                                     | 6     | 24 | Adrian Zaugg        | Trident Racing          | 18   | +0:10,282     |           |
| 10                                                    | 6     | 14 | Luiz Razia          | Rapax Team              | 18   | +0:10,587     |           |
| 11                                                    | 6     | 18 | Max Chilton         | Ocean Racing Technology | 18   | +0:11,530     |           |
| 12                                                    | 11    | 2  | Sam Bird            | ART Grand Prix          | 18   | +0:12,171     |           |
| 13                                                    | 8     | 25 | Michael Herck       | David Price Racing      | 18   | +0:12,553     |           |
| 14                                                    | 8     | 27 | Fabrizio Crestani   | David Price Racing      | 18   | +0:13,269     |           |
| Niesklasyfikowani                                     |       |    |                     |                         |      |               |           |
|                                                       |       | 16 | Charles Pic         | Arden International     | 11   |               |           |
|                                                       |       | 21 | Władimir Arabadżiew | Scuderia Coloni         | 9    |               |           |
|                                                       |       | 11 | Jérôme d’Ambrosio   | DAMS                    | 8    |               |           |
|                                                       |       | 8  | Christian Vietoris  | Racing Engineering      | 6    |               |           |
|                                                       |       | 22 | Johnny Cecotto Jr.  | Trident Racing          | 5    |               |           |
|                                                       |       | 1  | Jules Bianchi       | ART Grand Prix          | 4    |               |           |
|                                                       |       | 5  | Luca Filippi        | Super Nova Racing       | 2    |               |           |
|                                                       |       | 19 | Fabio Leimer        | Ocean Racing Technology | 1    |               |           |
|                                                       |       | 15 | Pastor Maldonado    | Rapax Team              | 0    |               |           |
| Nie wystartowali / niedopuszczeni do ponownego startu |       |    |                     |                         |      |               |           |
|                                                       |       | 7  | Dani Clos           | Racing Engineering      |      |               |           |
| P                                                     | + / – | Nr | Kierowca            | Konstruktor             | Okr. | Czas / Strata | Komentarz |

#### Najszybsze okrążenie
| Nr | Kierowca     | Konstruktor      | Czas     | Okr. |
| -- | ------------ | ---------------- | -------- | ---- |
| 4  | Sergio Pérez | Barwa Addax Team | 1:57,014 | 17   |

## Lista startowa
| Team                          | Nr | Kierowca            |
| ----------------------------- | -- | ------------------- |
| ART Grand Prix                | 1  | Jules Bianchi       |
| ART Grand Prix                | 2  | Sam Bird            |
| Barwa Addax Team              | 3  | Giedo van der Garde |
| Barwa Addax Team              | 4  | Sergio Pérez        |
| Super Nova Racing             | 5  | Luca Filippi        |
| Super Nova Racing             | 6  | Marcus Ericsson     |
| Fat Burner Racing Engineering | 7  | Dani Clos           |
| Fat Burner Racing Engineering | 8  | Christian Vietoris  |
| iSport International          | 9  | Oliver Turvey       |
| iSport International          | 10 | Davide Valsecchi    |
| Renault F1 Junior Team        | 11 | Jérôme d’Ambrosio   |
| Renault F1 Junior Team        | 12 | Romain Grosjean     |
| Rapax Team                    | 14 | Luiz Razia          |
| Rapax Team                    | 15 | Pastor Maldonado    |
| Arden International           | 16 | Charles Pic         |
| Arden International           | 17 | Rodolfo González    |
| Ocean Racing Technology       | 18 | Max Chilton         |
| Ocean Racing Technology       | 19 | Fabio Leimer        |
| PPR.com Scuderia Coloni       | 20 | Álvaro Parente      |
| PPR.com Scuderia Coloni       | 21 | Władimir Arabadżiew |
| Trident Racing                | 22 | Johnny Cecotto Jr.  |
| Trident Racing                | 24 | Adrian Zaugg        |
| David Price Racing            | 25 | Michael Herck       |
| David Price Racing            | 27 | Fabrizio Crestani   |